# Kelthuz
Kelthuz, vlastním jménem Tomasz Paweł Czapla, (* 1983 Kielce) je polský zpěvák, textař a politický aktivista, zaměřující se na pravicově-libertariánské písně.

## Osobní život
Kelthuz se narodil v roce 1983 v polském městě Kielce. Zde zároveň studoval na Univerzitě Jana Kochanowskiho. Kromě vytváření písní se věnuje i fotografování.  Velmi často vystupuje společně s vlajkou Izraele a je možné, že je žid. Tato informace však nikdy nebyla potvrzená. Je též stoupencem filosofického směru nihilismu.  Počátkem roku 2021 byla smazána jeho Facebooková stránka, na které komunikoval s fanoušky. Osobní profil a profil na fotografování však zatím na síti zůstaly.

## Politické názory
Kelthuz se identifikuje jakožto anarchokapitalista, zastánce volného trhu a lidské svobody a antikomunista. Podporuje polskou politickou stranu KORWiN, o jejímž předsedovi Januszi Korwinu Mikkém napsal několik svých písní. S politiky z této strany se mnohokrát osobně setkal a s některými udržuje přátelství.

### Příznivec Pinocheta
Zároveň patří mezi příznivci bývalého chilského diktátora Augusto Pinocheta, během jehož vlády se ekonomika v Chile řídila dle učení ekonoma Miltona Friedmanna a dle pravidel Laissez faire, což mělo za následek velký ekonomický boom, který způsobil výrazné zlepšení životní situace obyvatel v této zemi. Pinochetova vláda byla též známa díky tvrdému postoji k příznivcům komunistických myšlenek, na což Kelthuz odkazuje v některých svých písních. 
28. listopadu 2017 pak na YouTube nahrál půlhodinový podcast, ve kterém vysvětluje své sympatie k Pinochetovy z libertariánského pohledu. V tomto podcastu také mimo jiné prohlásil, že současný socialistický prezident Venezuely Nicólas Maduro si nezaslouží nic jiného než smrt. 

## Problémy se zákonem
Velkou kontroverzi napříč celým Polskem vyvolal rozsudek polského soudce Kamila Czyzewskiho, který v roce 2014 označil některé Kelthuzovy texty za rasistické a obvinil ho z urážky na základě rasy, či náboženství. Ovšem nejzajímavější nebyl ani tak samotný rozsudek jako spíše to, že na Kelthuzovy námitky, že se jednalo o satiru, soudce odpověděl, že mu texty nepřipadají vtipné, což spoustu lidí vzalo tak, že polské soudy rozhodují o tom, co je a co není vtipné a trestají lidi, kteří podle jejich názoru nejsou vtipní.  Obžalovaný měl původně obdržet půlroční podmínku a 40 hodin veřejně prospěšných prací, ovšem uspěl s odvoláním, takže nakonec vyvázl bez trestu. 

## Hudební tvorba
Kelthuz je známý hlavně díky politicko-ekonomickým písním, které odkazují na jeho libertariánské, pravicové a antikomunistické názory. Své písničky vydával pod různými pseudonymy, z nichž nejznámější jsou Biala pieść, Libertaryat a právě Kelthuz. Většina jeho písní je nazpívaná v polštině, ovšem skladby o prezidentu Pinochetovi jsou anglicky.
Do roku 2014 byla veškerá jeho tvorba veřejně dostupné na webu Chomikuj.pl, ovšem jen do chvíle, kdy byly odstraněny proti vůli autora a na žádost polské unie producentů audio-videa (ZPAV), se kterou ovšem zpěvák sám nikdy neuzavřel žádnou smlouvu a kterou několikrát označil za fašistickou.  V současnosti je nutné písničky hledat různě po internetu, většina se jich sice nachází na Youtube, ale kvůli tomu, že nejsou zveřejňovány z jednoho účtu je těžké je dohledat všechny.

Nejslavnější autorovo album je „Czas zaorać socjalism II“, které vyšlo 8.12.2017.  Na jeho obalu se nachází obrázek Pinocheta, za jehož zády prolétá vrtulník, který právě vyhazuje dva komunisty do oceánu. Nejslavnější písní z tohoto alba pak je „Start up the rotors“,  která odkazuje právě na komunistické lety vrtulníkem, ke kterým v Chile docházelo za vlády prezidenta Pinocheta. Zároveň je jedinou písní z alba, která není v polštině. Na počet Pinocheta nazpíval Kelthuz ještě písně „Hammer of the right“,  které odkazuje na jeho boj s levicí a „Revolution 9/11“,  která zas odkazuje na vojenský puč, ke kterému došlo 11. září 1973. Anglické skladby o bývalém prezidentovy Chile jsou populární po celém světě.

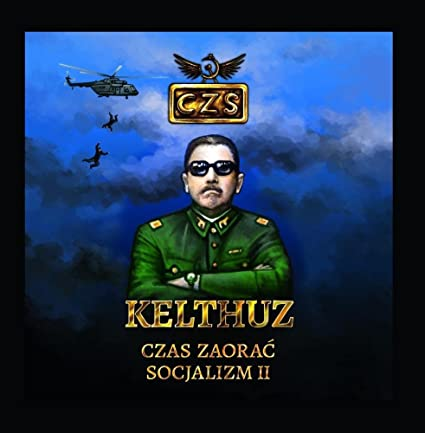
Obrázek alba Czas zaorać socjalism II

### Polské písně
Kelthuz nazpíval několik svých písní i o poslanci polského Sejmu Januszi Korwinu Mikkem, který je jedním z nejslavnějších libertariánských politiků ve světě a legendou polské pravicové scény. Konkrétně o něm pojednávají skladby: „Cheri Korwin“ , „Korwin Krool“ , „Prezes Janusz“ , a „Czy Był W Tobie Korwin Krul?“ . Jakožto příznivec Rakouské školy složil Kelthuz několik skladeb, které se zabývají tímto ekonomickým směrem. Například: „Austriacka szkola“ , „F. A. Hayek“ , „Wolny Rynek“ , „Kapitalizm jest fajny“  nebo „Ludzkie Dzialanie“ . Tyto písně vydával hlavně pod pseudonymem Libertaryat. 
Mimo písniček o Pinochetovi je Kelthuz autorem mnoha dalších děl, které způsobují kontroverze a jsou namířené proti komunistům, socialistům a jiným levicově orientovaným lidem. Do této skupiny patří skladby jako „Lewak jest syty“ , „Czas zaorać socjalism“ , „Z du do bu“ , či „Jesteś ku@wa lewacka“ . V dalších písních pak zpívá o válce za kapitalismus a volný trh, jedná se například o skladby „Kapitalizm wojna!“ , „Krwawa dyktatura“  nebo „Waffen $$“ , kde text pojednává o fiktivních vojenských divizích, které bojují za volný trh. Jedná se zároveň o parodii na divize Waffen SS z dob nacistického Německa. Na zpěvákovy libertariánské, či rovnou anarchokapitalistické názory je zas přímo odkazováno v písních jako je třeba „Libertariański miś“ , „Wartość za wartość“ , „Libertaryat“  či „Anarchokapitaliśći“ . Zde vyjmenované písně jsou však pouze malá část z Kelthuzovy tvorby.

### Hot 16 Challenge
Během pandemie covidu-19 probíhala v Polsku Hot 16 Challenge, během které měli zpěváci udělat rapovou písničku a nominovat tři další lidi. Této challenge se zúčastnil i Kelthuz, (video ale bylo později nastaveno jako soukromé a není momentálně k dispozici). Následně nominoval polského poslance Dobromira Sośnierza.  Sám Kelthuz obdržel nominaci od polského ekonoma a člena strana KORWiN, Slawomira Mentzena. 